# Mount Porteus
Mount Porteus ist ein Berg im ostantarktischen Enderbyland. Er ragt unmittelbar östlich des Peacock Ridge in den Tula Mountains auf.
Kartiert wurde er anhand von Luftaufnahmen, die Teilnehmer einer Mannschaft der Australian National Antarctic Research Expeditions im Jahr 1956 anfertigten. Das Antarctic Names Committee of Australia (ANCA) benannte den Berg nach William Franklin Porteus (1901–1931), australischer Able Seaman auf der RSS Discovery bei der British Australian and New Zealand Antarctic Research Expedition (BANZARE, 1929–1931) unter der Leitung des australischen Polarforschers Douglas Mawson.